# Trencona
Trencona is een geslacht van hooiwagens uit de familie Podoctidae.
De wetenschappelijke naam Trencona is voor het eerst geldig gepubliceerd door Roewer in 1949. 

## Soorten
Trencona is monotypisch en omvat slechts de volgende soort:
- Trencona setipes